# 不断革命论
不断革命论早在卡尔·马克思的时代就有萌芽，后来列夫·托洛茨基对不断革命论加以完善。因此，谈到不断革命论时，通常指的是托洛茨基提出的不断革命论。

## 起源
1844年，马克思恩格斯在《神圣家族》中说拿破仑用“不断的战争”代替了法国大革命的“不断的革命”。
1850年3月，马克思恩格斯在《中央委员会告共产主义者同盟书》中，第一次提出：德国工人阶级的战斗口号应该是“不断革命”。
马克思在《1848年至1850年的法兰西阶级斗争》中指出：“革命的社会主义就是宣布不断革命，就是无产阶级的阶级专政，这种专政是达到消灭一切阶级差别，达到消灭这些差别所产生的一切生产关系，达到消灭和这些生产关系相适应的一切社会关系，达到改变由这些社会关系产生出来的一切观念的必然过渡阶段。”

## 托洛茨基的不断革命论
托洛茨基认为，不断革命，就马克思赋予这个概念的意义来说，就是不能容忍任何形式的阶级统治，不能停留在民主阶段，而要转而采取社会主义的措施，并进行反对外部反动势力的战争；意味着这种革命的每一个阶段都同前一个阶段相衔接，而且它只有在阶级社会完全消亡的时候才会结束。托洛茨基的这一理论有三个主要的思想。

### 第一个思想
第一个是关于从民主革命向社会主义革命过渡的问题。传统观点认为，只有经过一段漫长的民主制时期才能走向无产阶级专政；而不断革命论则断言，落后国家只有经过无产阶级专政才能走向民主制。因此，民主制不是一种可以独立存在几十年的制度，而仅仅是社会主义革命的直接序幕。它们互相不可分割地联系在一起。可见，在社会的民主革命和社会主义改造之间存在着革命发展的不间断性。

### 第二个思想
第二个方面是，社会主义革命同样也是不断的。在无法确定的长时期内和经常的内部斗争中，一切社会关系都要经受改造。社会在不断地除旧换新。一个改造阶段直接产生于另一个改造阶段。这个过程必然具有政治性，它是通过正在改造的社会的各个集团之间的冲突得以展开的。国内战争和对外战争的爆发常常同「和平」改革时期互相更替。经济、技术、科学、家庭、风俗习惯等方面的革命在复杂的相互作用中展开，不让社会达到平衡。由此产生了这种社会主义革命的不断性。

### 第三个思想
不断革命论的第三个方面是社会主义革命的国际性。它产生于人类目前的经济状况和社会结构状况。国际主义不是抽象的原则，而只是经济的世界性、生产力在全世界的发展，以及阶级斗争的世界规模在理论上和政治上的反映。社会主义革命从一国基础上开始，但它不能在这个基础上完成。一国范围内要维持无产阶级革命，只能是一种暂时的状况。在孤立的无产阶级专政下，内外矛盾必然伴随着成就一起增加。如果继续孤立下去，那么无产阶级国家最终必然会被这些矛盾所葬送。无产阶级国家要摆脱这种状况，只有在一些先进国家的无产阶级获得胜利后才有可能。一国的革命不是一个独立的整体，它只是国际链条中的一环。国际的革命是一个不断的过程，尽管它会出现暂时的衰退和低潮。托洛茨基的第三点思想与斯大林主义者的一国之内的社会主义产生冲突：斯大林认为在一个国家就可以建成社会主义社会；但托洛茨基坚决反对这种思想。

### 列宁
在落后的俄国无产阶级可以早于先进资本主义国家的无产阶级夺取政权，建立无产阶级专政的这种制度形式，但即使在一国建立了无产阶级专政，也不意味着目标已经实现，足以建成社会主义社会。在全世界实现社会主义社会乃至共产主义社会为目标的世界革命的基础已经发展起来。一国无产阶级建立政权对于向社会主义社会的过渡来说是不可能的，特别是在不发达国家的情况下，生产力的落后不能长期维持无产阶级专政这种制度，对其他国家的输出革命，对于维持无产阶级政权本身，和带来实现社会主义社会的经济基础来说是必不可少的。为了做到这一点，无产阶级需要从一开始（即民主革命）就领导革命，在一个已经夺取政权的国家，需要进行不断的改革，而民主革命和社会主义革命的相互关系是不断的。列宁最初坚持两阶段革命论，与坚持不断革命论的托洛茨基发生冲突，但在沙俄政府垮台后，列宁转向不断革命论的立场，与托洛茨基的观点达成一致，并发表了《四月提纲》。主张“一国社会主义”的斯大林在制定“马克思列宁主义”时否定了不断革命论的理论，并进行歪曲。

### 托洛茨基
托洛茨基认为“苏联在资本主义包围中的时间越长，社会结构的蜕化也就越深。长期孤立的不可避免的结局，不是民族共产主义，而是资本主义复辟。”
“如果说，资产阶级不可能和平地长入社会主义民主制度，那么，同样真实的是，社会主义国家也不可能和平地溶入世界资本主义体系。摆在历史日程上的，不是“一个国家”的和平的社会主义发展，而是接连不断的世界动乱：战争和革命。在苏联的国内生活中，动乱也是不可避免的。如果官僚在争取实现计划经济的斗争中被迫使富农非富农化，那末，工人阶级在争取实现社会主义的斗争中就会被迫使官僚非官僚化。后者的墓碑将刻上这样的墓志铭： “社会主义在一个国家内胜利的理论在此长眠。”
并指责斯大林主义者背叛了马克思主义、列宁主义，斥责他们为“不肖门徒”。

### 中国共产党
中国共产党理论家康生认为，毛泽东的继续革命论，是有阶段的不断革命论，“不断革命和继续革命是一个名词，两种翻译方法”。:70  中共党内秘密反对派的内部文件《五七一工程纪要》则指：“继续革命论实质是托洛茨基的不断革命论。” 1967年11月，由陈伯达、姚文元等主持起草，经毛泽东批示同意，“两报一刊”共同发表社论《沿着十月社会主义革命开辟的道路前进》，首次将毛泽东发动和进行文化大革命的思想概括为“无产阶级专政下继续革命的理论的六个要点”。认为在社会主义这个历史阶段中，还存在着阶级、阶级矛盾和阶级斗争。  根据指示，张春桥写出《论对资产阶级的全面专政》，提出“必须对资产阶级实行全面专政”。1976年3月，《毛主席重要指示》下发，申明资产阶级“就在共产党内”。
1981年6月，中共十一届六中全会通过《关于建国以来党的若干历史问题的决议》（以下简称《决议》），正式否定继续革命理论和文化大革命。